# ماندالون (بيلا)
ماندالون (Μάνδαλον) هي مدينة في بيلا في مقاطعة فوريا إلادا في اليونان.
يبلغ عدد سكانها حوالي 1204 نسمة.